# 5497 Sararussell
5497 Sararussell este un asteroid din centura principală de asteroizi.

## Descriere
5497 Sararussell este un asteroid din centura principală de asteroizi. A fost descoperit pe 30 septembrie 1975 la Observatorul Palomar de Schelte J. Bus. Asteroidul prezintă o orbită caracterizată de o semiaxă mare de 3,01 ua, o excentricitate de 0,06 și o înclinație de 10,7° în raport cu ecliptica.